# 大谷靖
大谷 靖（おおたに / おおや やすし、弘化元年9月14日（1844年10月25日） - 昭和5年（1930年）3月6日）は、明治から昭和初期の内務官僚、政治家。貴族院勅選議員、錦鶏間祗候。位階および勲等は正三位、勲二等。

## 経歴
周防国玖珂郡岩国城下錦見（山口県玖珂郡岩国町を経て現岩国市）で、岩国藩士・大谷権左衛門の長男として生まれる。文武を修め、1871年（明治4年）福岡県に出仕。福岡県権典事、大蔵権少丞、太政官少書記官、大蔵少書記官、大蔵権大書記官、内務権大書記官、内務省会計局長、同庶務局長、社寺局長心得、内務書記官・造神宮副使などを歴任した。
1914年（大正3年）に退官後は済生会理事長を務めた。1915年（大正4年）10月13日、錦鶏間祗候を仰せ付けられた。
1919年（大正8年）1月27日に貴族院議員に勅選され、死去するまで在任した。

## 栄典
位階
- 1899年（明治32年）12月20日 - 従四位[11]
- 1910年（明治43年）12月10日 - 正四位[12]
- 1914年（大正3年）6月10日 - 従三位[13]

勲章
- 1889年（明治22年）12月27日 - 勲五等瑞宝章[14]

## 親族
- 三男[2] 大谷正男（宮内次官。貴族院議員）